# Гормозерка
Гормозерка, в среднем течении Пюльва (устар. Кюльмас, Кюльмос) — река, протекает по территории Медвежьегорского района Карелии. Пюльва берёт своё начало из озера Пюльвясъярви, протекает через Гормозеро. Ниже которого меняет своё название на Гормозерку, на этом небольшом участке значительный перепад высот, много порогов.
Высота истока (озеро Пюльвясъярви) — 157,0 м над уровнем моря.
Впадает в Сегозеро в районе Кюльмесгубы. Длина реки — 17 км, площадь водосборного бассейна — 138 км².
В нижнем течении протекает через озеро Гормозеро. Также имеет правый приток, вытекающий из Сукозера.

## Данные водного реестра
По данным государственного водного реестра России относится к Баренцево-Беломорскому бассейновому округу, водохозяйственный участок реки — Сегежа до Сегозерского гидроузла, включая озеро Сегозеро. Речной бассейн реки — бассейны рек Кольского полуострова и Карелии, впадает в Белое море.

## Фотографии
|  |  |